# 이사위
이사위(李士渭, 1342년 ~ ?)은 고려 말 조선 초의 문신으로, 본관은 용인(龍仁)이다.

## 생애
1360년(공민왕 9) 문과에 동진사(同進士)로 급제하였다.
1390년(공양왕 2) 공양왕(恭讓王)이 처음으로 경연(經筵)을 열었을 때 이행(李行)·성석용(成石瑢)·민개(閔開)와 함께 참찬관이 되었으며, 같은 해 좌부대언(左副代言)으로서 수문하시중(守門下侍中) 이성계(李成桂)와 함께, 이성계를 비판한 예조판서(禮曹判書) 윤소종(尹紹宗)에게 죄주는 일을 반대했으나, 왕은 끝내 이를 듣지 않고 윤소종을 금주(錦州)로 추방했다.
역시 같은 해 밀직사부사(密直司副使)로 승진했다가, 이듬해 서해도도관찰사(西海道都觀察使)로 나갔다.
조선조에 들어와서는 1396년(태조 5) 도성감역관(都城監役官) 박리(朴理)가 궁궐 축조를 위해 군인들을 시켜 큰 돌을 운반하다가, 길이 좁아 이사위의 집 울타리를 철거한 일이 있었다.
이 때 이사위는 그를 구타하고 모욕을 주었기 때문에 형조(刑曹)가 왕에게 상소했고, 순군옥(巡軍獄)에 갇혔다가 10일 후 석방되었다.
이후 관직이 유후(留後)에 이르렀다.

## 가족 관계
- 증조 - 이석(李奭)[1][5] : 검교예빈소경(檢校禮賓少卿)·시합문지후(試閤門祗候)
  - 조부 - 이광시(李光時, 1268년 ~ ?)[1][5] : 동지밀직사사(同知密直司事)·판전의시사(判典儀寺事)
    - 아버지 - 이중인(李中仁, 1315년 ~ ?)[1] : 홍복도감판관(弘福都監判官)
    - 어머니 - 동지밀직사사·상의회의도감사(商議會議都監事) 전신(全信, 1276년 ~ 1339년)의 차녀[1][6]
      - 형 - 미상[7]
      - 형 - 이사영(李士穎)[4] : 형조전서(刑曹典書)
      - 부인 - 지태안군사(知泰安郡事) 임세정(任世正)의 차녀[4]
        - 아들 - 이백지(李伯持, ? ~ 1419년)[4] : 전라도도관찰사(全羅道都觀察使), 이일(李鎰, 1538년 ~ 1601년)의 7대조